# Vincenc Janík
Vincenc Janík, též Čeněk Janík (3. ledna 1830 Rožnov pod Radhoštěm – 30. června 1874 Rožnov pod Radhoštěm), byl rakouský politik české národnosti z Moravy; poslanec Moravského zemského sněmu a starosta Rožnova.

## Biografie
Jeho otcem byl rožnovský měšťan Michael Janík. Vincenc se uváděl jako gruntovník a průmyslník v Rožnově. Roku 1858 koupil v místní části Rožnova Študlov dům, zvaný v současnosti Sušák. Zřídil zde dílnu k bělení, škrobení, sušení a mandlování bílého tkalcovského zboží, čímž odpadla dosavadní ruční práce. Dílna byla krátce po Janíkově smrti a brzké smrti jeho syna Ladislava Janíka prodána tkalcovskému podnikateli Petru Herliczkovi z Místku. Od roku 1868 do roku 1874 zastával funkci starosty Rožnova. Nastoupil do ní poté, co kvůli nemoci rezignoval jeho švagr Michal Jurajda. Za Janíkova úřadování došlo k zřízení telegrafního úřadu (roku 1869), výstavbě hudebního pavilonu na náměstí (roku 1871), založení veřejné knihovny (roku 1872), instalaci veřejného plynového osvětlení středu města (roku 1873) a započala výstavba léčebního domu a nové školní budovy.
Zapojil se i do vysoké politiky. V zemských volbách v prosinci 1871 byl zvolen na Moravský zemský sněm, kde zastupoval kurii venkovských obcí, obvod Valašské Meziříčí, Rožnov, Vsetín. Zbaven mandátu byl roku 1872 a znovuzvolen 22. listopadu 1873. Poslancem byl až do své smrti roku 1874. Uvádí se jako deklarant (Národní strana, staročeská). I v doplňovacích volbách roku 1873 byl řazen mezi staročechy.
Zemřel v červnu 1874 ve věku 44 let. Příčinou úmrtí byly souchotě.